# Unité police d'identification des victimes de catastrophes
L'Unité Police d'Identification des Victimes de Catastrophes est une structure non permanente de la police française, dont l'organisation, le maintien opérationnel et la mise en œuvre sont confiés depuis 2017 au nouveau Service central de la police technique et scientifique, après avoir dépendu depuis sa création de l'ex Service Central d'Identité Judiciaire de la Direction Centrale de la Police Judiciaire (sous-direction de la police technique et scientifique aujourd'hui disparue), sis à Écully (Rhône). Elle a été créée en 1998 et mise en œuvre pour la première fois le 25 mars 1999, à la suite de la catastrophe du tunnel du Mont-Blanc, survenue la veille.

## Historique
Au début des années 1980, INTERPOL initie une réflexion sur le sujet, compte tenu de la multiplication croissante des échanges commerciaux et touristiques, et des risques de catastrophes de masse à caractère international que cela engendre.
En 1984, cette organisation internationale met progressivement en place des méthodes de travail sur la thématique